# Fond du Lac
Fond du Lac es una ciudad ubicada en el condado de Fond du Lac en el estado estadounidense de Wisconsin. En el Censo de 2010 tenía una población de 43.021 habitantes y una densidad poblacional de 825,78 personas por km². Se encuentra sobre la orilla sur del lago Winnebago.

## Geografía
Fond du Lac se encuentra ubicada en las coordenadas 43°46′20″N 88°26′25″O / 43.77222, -88.44028. Según la Oficina del Censo de los Estados Unidos, Fond du Lac tiene una superficie total de 52.1 km², de la cual 48.75 km² corresponden a tierra firme y (6.42%) 3.34 km² es agua.

## Demografía
Según el censo de 2010, había 43.021 personas residiendo en Fond du Lac. La densidad de población era de 825,78 hab./km². De los 43.021 habitantes, Fond du Lac estaba compuesto por el 90.58% blancos, el 2.55% eran afroamericanos, el 0.68% eran amerindios, el 1.75% eran asiáticos, el 0.01% eran isleños del Pacífico, el 2.52% eran de otras razas y el 1.91% pertenecían a dos o más razas. Del total de la población el 6.37% eran hispanos o latinos de cualquier raza.

## Personajes
- King Camp Gillette-(1855-1932)-Empresario estadounidense famoso por haber fundado The Gillette Company fabricante de maquinillas de afeitar, cuchillas de afeitar y cremas de afeitar